# Assedio dell'aeroporto militare di Kuwayris
L'assedio dell'aeroporto militare di Kuwayris è un episodio della guerra civile siriana. All'interno della base aerea la guarnigione dell'esercito arabo siriano nel maggio 2012 fu posta sotto assedio finché non fu liberata nel corso di un'offensiva incominciata il 14 settembre 2015 e conclusasi ufficialmente il 16 novembre 2015.

## L'offensiva di Kuwayris

### La guarnigione di Kuwayris
Dal maggio 2012 l'aeroporto militare di Kuwayris, fu posto sotto assedio dai gruppi armati ribelli dell'Esercito siriano libero ai quali seguirono poi gli jihadisti dello Stato Islamico. All'interno dell'aeroporto si trovava anche una scuola di aviazione militare con oltre trecento allievi ufficiale comandati dal generale Munzer Zammam.
Gli assediati bloccati all'interno della base, in oltre tre anni, per sopravvivere hanno dovuto contare esclusivamente sulle proprie riserve di farina, sui prodotti in scatola ricorrendo anche alla coltivazione di verdure all'interno del perimetro difensivo.
Secondo il generale Zammam dall'inizio dell'assedio la guarnigione aveva subito circa quattrocento attacchi, ma la situazione era nettamente peggiorata quando al posto dei ribelli moderati comparvero gli jihadisti dell'ISIS e gli attacchi si erano protratti anche per quattro giorni consecutivi.

### Preparazione
La preparazione dei piani di un'operazione militare nell'area di Aleppo furono probabilmente tracciate a Mosca durante una visita del generale Qasem Soleimani nel luglio 2015. Sembra infatti che Soleimani sia poi stato inviato in Siria dallo stesso presidente iraniano, Ali Khamenei, per discutere le questioni militari con la controparte russa e coordinare poi le azioni militari congiunte. Consiglieri militari iraniani, tra cui alti generali della Forza Quds furono inizialmente dispiegati a Latakia per poi essere trasferiti nelle zone di impegno per pianificare le offensive di terra sfruttando il dominio aereo russo. Lungo la linea del fronte furono ben tre gli alti ufficiali iraniani caduti in questa fase, tra cui l'anziano generale Hossein Hamadani, che era il vice di Qasem Soleimani.

### L'offensiva

La situazione dell'aeroporto all'inizio dell'offensiva (14 settembre 2015)

La situazione dell'aeroporto al termine delle operazioni (10 novembre 2015)

Il 14 settembre 2015, l'Esercito arabo siriano (SAA) – in cooperazione con la Forza Nazionale di Difesa (NDF) e i battaglioni del partito Al-Ba’ath – lanciarono l'offensiva nelle aree sudorientali del governatorato di Aleppo con l'obiettivo di liberare l'Aeroporto militare di Kuwayris dall'assedio dello Stato islamico (ISIS). A questa offensiva seguirono poi altri sforzi nella metà di ottobre per rafforzare il controllo governativo sulla principale strada che giunge ad Aleppo dalla Siria centrale.
Oltre a rendere più sicure le linee di comunicazione con i territori a sud nonché per rendere sicure le vie di comunicazione dell'esercito siriano e di interrompere la continuità territoriale dell'ISIS in Siria.
A partire dal 15 settembre le forze governative lanciarono l'offensiva lungo il bordo nord-occidentale del lago al-Jaboul ottenendo subito il controllo delle due colline di Tal Tal Na'am e Sab'in, a nord del Lago al-Jaboul. Ciononostante, l'ISIS riuscì a riorganizzarsi e a lanciare un contrattacco riconquistando alcuni dei loro territori perduti. Il 22 settembre, l'intervento dell'aviazione siriana permise di riprendere l'iniziativa e continuare l'avanzata fino a catturare Salihiyah e Tal-Rayman.
Il 4 ottobre, le forze aeree russe attaccarono l'ISIS lungo l'autostrada cheporta a Dayr Hafir consentendo alle Cheetah Forces e alla Forza Nazionale di Difesa dell'esercito siriano di entrare nel villaggio di Ayn Sabil. Secondo fonti dell'esercito siriano l'ISIS avrebbe perso oltre 75 combattenti negli attacchi aerei russi.
Il 16 ottobre, le forze governative appoggiate anche da milizie volontarie irachene, si scontrarono nuovamente con i miliziani dell'ISIS provocando venticinque caduti. Fu occupata subito la cittadina di Al-Nasiriyah permettendo quindi l'avanzata verso la città di Barayjeh, a soli sette chilometri da Kuweires.
Il 17 ottobre fu occupata Huwaija. Il giorno successivo proseguì l'avanzata delle forze governative che catturarono, dall'inizio delle operazioni, un totale di cinque villaggi.
Il 19 ottobre, cadde Bkayze, a circa sette chilometri dalla base aerea e altri due villaggi nei pressi.
Il 21 ottobre, le forze governative assunsero il controllo dell'area di Tal Sbi'ein, incluse le aree collinari e due giorni più tardi anche Dakwanah, arrivando a quattro chilometri dall'aeroporto.
Il 9 novembre cadde la città di Sheikh Ahmad, a soli due chilometri dall'obiettivo ponendo le condizioni per l'assalto finale.
Il 10 novembre, l'esercito ruppe l'assedio all'aeroporto di Kuweires dopo tre anni di isolamento. Successivamente, l'esercito prese anche i villaggi di Rasm' Abboud e Umm Arkileh nei pressi dell'aeroporto. Il giorno seguente i militari, insieme agli alleati, presero anche i villaggi di Jdaydet Arbin e Arbid sempre nelle vicinanze dell'aeroporto.
Nelle ultime 24 ore di combattimenti intorno all'aeroporto furono uccisi sessanta militanti dell'ISIS, più di venti soldati siriani, tredici iraniani e otto combattenti di Hezbollah. Dopo il ristabilimento dei contatti il presidente siriano Bashar al-Assad telefonò al comandante della base assediata Munzer Zammam per complimentarsi personalmente con il personale della base per l'ostinata resistenza.
Il 13 novembre, le forze governative avanzarono di oltre quattro chilometri lungo l'autostrada Aleppo-Raqqa, raggiungendo l'impianto di produzione di sostanze chimiche e prendendo posizione presso la fabbrica Sisako. e il 16 novembre, l'aeroporto fu ufficialmente dichiarato sicuro con la presa del villaggio di Kaskays.

### Eventi successivi
Secondo il colonnello Suheil Hassan, con la rottura dell'assedio all'aeroporto sarebbe stato il preludio di una nuova fase di operazioni militari nella pianura ad est di Aleppo.
A fine gennaio 2016 circa una cinquantina di consiglieri militari russi furono stanziati nella base aerea per coordinare le successive operazioni militari.